# Just Be Nice
Just Be Nice è un album di Bunny Wailer, pubblicato dalla Salomonic Records nel 1990 (ristampato su CD nel 1993 dalla Shanachie Records). Il disco fu registrato al Power Play Recording Studios di New York (Stati Uniti).

## Tracce
Testi e musiche di Bunny Wailer eccetto dove indicato
Lato A
1. Electric Boogie – 4:10
2. Riding – 4:00
3. Hook Line and Sinker – 4:30
4. Soul Rocking Party – 4:08
5. Sitting in the Park – 3:40 (Billy Stewart)

Lato B
1. Family Affair – 3:33 (Sly Stone)
2. Hit Back the Crack – 4:38
3. Back to School – 5:10
4. Just Be Nice – 3:50
5. Ballroom Floor – 4:00

Edizione CD del 1993, pubblicato dalla Shanachie Records
1. Electric Boogie – 5:02
2. Electro Rap – 5:07
3. Riding – 4:07
4. Hook Line and Sinker – 5:01
5. Soul Rocking Party – 4:59
6. Bad Dub – 4:07
7. Sitting in the Park – 3:54 (Billy Stewart)
8. Family Affair – 3:21 (Sly Stone)
9. Hit Back the Crack – 5:33
10. Back to School – 6:13
11. Just Be Nice – 4:57
12. Ballroom Floor – 5:48

## Musicisti
- Bunny Wailer - voce, accompagnamento vocale, arrangiamenti
- Anton Pukshansky - chitarra
- Danny Thompson - basso
- Anton Pukshansky - basso (brano: Hook Line and Sinker)
- Christopher Meredith - batteria
- Chris Conway - batteria (drum machine) (brano: Hook Line and Sinker)
- Harry T - percussioni
- Owen Stewart - accompagnamento vocale, coro
- Sharon Tucker - accompagnamento vocale, coro
- Psalms (gruppo vocale) - armonie vocali, cori (brano: Sitting in the Park)